# Шауерберг
Шауерберг (нім. Schauerberg) — громада в Німеччині, розташована в землі Рейнланд-Пфальц. Входить до складу району Південно-Західний Пфальц. Складова частина об'єднання громад Таляйшвайлер-Вальгальбен.
Площа — 4,08 км2. Населення становить 183 ос. (станом на 31 грудня 2020).